# Sophus Mads Jørgensen
Sophus Mads Jørgensen, nascut el 4 de juliol de 1837 a Slagelse i traspassat l'1 d'abril de 1914 a Copenhaguen, va ser un químic danès que destacà per les seves investigacions sobre els compostos de coordinació.

## Biografia
Jørgensen era fill d'un sastre i des de 1864 va treballar com a professor s l'Institut de Química de la universitat de Copenhaguen. Va ser membre de la junta de la Fundació Carlsberg des de 1885 fins a la seva mort el 1914. Va ser professor dels químics danesos Niels Janniksen Bjerrum i Søren Sørensen.

## Obra
Jørgensen és considerat un dels fundadors de química de coordinació, i és conegut pels debats que va tenir amb Alfred Werner durant el període 1893-1899. Va desenvolupar una teoria sobre els compostos de coordinació formulada pel químic suec Christian Wilhelm Blomstrand, anomenada teoria de cadena. El debat es va centrar en les estructures dels complexos de cobalt (III) amb amoníac i clor. Així, per exemple, pel complex Co(NH₃)₄Cl₃, Jørgensen suposava que les quatre molècules d'amoníac estaven enllaçades en cadena una rere l'altra, per un extrem s'enllaçaven al cobalt (III) i per l'altra s'enllaçaven a un clor. Els altres dos clors s'enllaçaven directament al cobalt (III). Jørgensen intentava ajustar els enllaços a la valència del cobalt, que era 3, i construir una estructura com es feia amb els compostos orgànics.

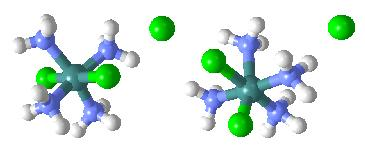
Complex de cobalt (III), Co(NH₃)₄Cl₃, segons la proposta de Werner

Werner opinava que les 4 molècules d'amoníac estaven enllaçades al cobalt (III) i, també, dos clors, que formarien un catió amb càrrega + al qual s'uniria per enllaç iònic el tercer clor. Werner va indicar que a més de la valència calia considerar també el que va anomenar número de coordinació, que en aquest exemple és 6 pel cobalt. L'existència de dos isòmers estructurals d'aquest complex, el trans preparat per Gibbs i Genth el 1857 i el cis preparat per Werner el 1907 (esquerra i dreta respectivament a la figura) varen demostrar que la teoria de Jørgensen no era correcte perquè només en preveia un. Jørgensen es va rendir a la teoria de Werner però els seus treballs experimentals són d'extraordinària qualitat i varen ser fonamentals per desenvolupar la química de coordinació.
Jørgensen també va fer contribucions essencials a la química de composts de platí i de rodi.